# Anna d'Este
Anna d'Este (16 noiembrie 1531 – 17 mai 1607) a fost o prințesă franceză cu mare influență la curtea Franței și o figură centrală în Războiul religiilor. Prin prima căsătorie a devenit Ducesă de Aumale, apoi de Guise iar prin a doua căsătorie Ducesă de Nemours și Genevois.

## Biografie

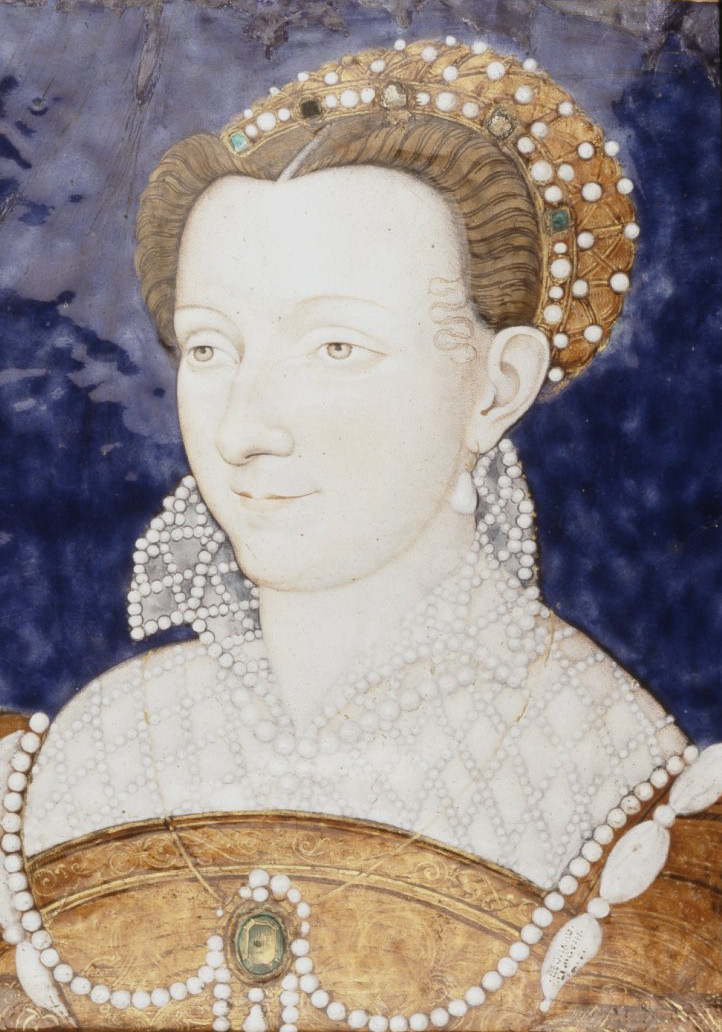
Portret al Annei d'Este de Léonard Limosin, ca 1570, British Museum, Waddesdon Bequest, WB.24.

Anna d'Este s-a născut la 16 noiembrie 1531 și a fost fiica cea mare a Ducelui de Ferrara Ercole al II-lea d'Este și a soției lui, Renée a Franței. A crescut la Ferrara, unde a primit o educație excelentă. A studiat muzica, dansul, istoria și pictura. Viitoarea scriitoare și cărturară Olympia Fulvia Morata a fost aleasă ca una dintre tovarășii ei la curte.
În 1548, după îndelungi negocieri a avut loc căsătoria ei cu un prinț francez, Francisc, Duce de Aumale, fiul Ducelui de Guise. Contractul a fost semnat la Ferrara la 28 septembrie iar căsătoria a avut loc la Saint-Germain-en-Laye în apropiere de Paris la 16 decembrie. Prințesa nu s-a mai întors niciodată în Italia.
Anna d'Este a fost nepoata regelui francez Ludovic al XII-lea și deci înrudită cu Henric al II-lea și fiii lui. Prin căsătorie a devenit membră a puternicei familii Guise și datorită rădăcinilor ei italiene a avut legături strânse în special cu regina și mai târziu regian-mamă Caterina de Medici.
Din aceste motive, poziția ei la curte era influentă. Devenită Ducesă de Guise după moartea socrului ei în 1550, ea a condus domeniile familiei și imensa avere a familiei Guise cu ajutorul soacrei sale, Antoinette de Bourbon. De asemenea, ea a fost activă în numele tatălui ei și a acționat ca mediator între curțile din Franța și din Ferrara. 
A născut șapte copii, dintre care patru au ajuns la maturitate.
În februarie 1563 soțul ei a fost asasinat. În timp ce criminalul a fost arestat și condamnat la moarte, Anna d'Este a luat toate măsurile posibile pentru a-l da în judecată pe liderul hughenoților francezi, Gaspard de Coligny, pe care ea l-a considerat responsabil pentru atac.

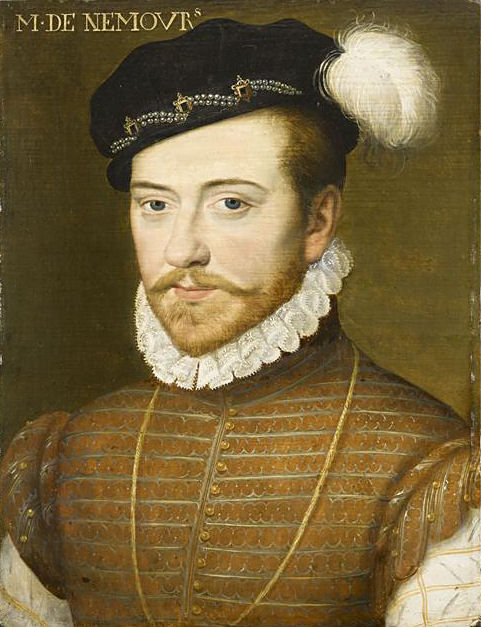
Jacques de Savoia, al doilea soț al Annei.

În următorii trei ani, văduva l-a presat pe rege cu petiții însă în ianuarie 1566 consiliul regelui l-a declarat pe Coligny nevinovat. Cei mai mulți dintre contemporani au considerat-o pe văduva Ducelui de Guise responsabilă pentru moartea lui Coligny la 22 august 1572 care a devenit semnalul de start pentru masacrul din Ziua Sfântului Bartolomeu.
La 29 aprilie 1566, Anna d'Este s-a căsătorit cu Jacques, Duce de Nemours. De acum înainte, prințesa își va petrece cea mai mare parte a timpului la Annecy sau pe drumul de la ducatul de Genevois la curtea Franței. În situații politice dificile a jucat rolul de mediator între soțul ei și Ducele de Savoia. 
După moartea celui de-al doilea soț în 1585, Anna d'Este a trăit la Paris, la Hôtel de Nemours, care era situat pe malul stâng al Senei. Odată cu formarea Ligii Catolice, în care fiii ei au jucat un rol proeminent, importanța ducesei în aparițiile politice în regatul Franței a crescut considerabil.
În decembrie 1588 regele Henric al III-lea a ordonat asasinarea celor doi fii mai mari și arestarea Annei d'Este. Deși sursele nu ne spun nimic despre faptele ducesei după eliberarea sa, unii contemporani o consideră responsabilă pentru asasinarea regelui. În timpul asediului de la Paris de către Henric al IV-lea, Anna d'Este a fost declarată "regină-mama" de către League însă după convertirea bourbonilor înapoi la catolicism ea l-a recunoscut ca rege și a încercat să-și convingă fii rebeli să facă la fel. În 1594 Anna a călătorit la Paris să aducă un omagiu lui Henric al IV-lea.
A murit la 17 mai 1607 la vârsta de 75 de ani.